# Epictia tricolor
Espèce
Synonymes
- Leptotyphlops tricolor Orejas-Miranda & Zug, 1974

Statut de conservation UICN

 LC  : Préoccupation mineure
Epictia tricolor est une espèce de serpents de la famille des Leptotyphlopidae.

## Répartition
Cette espèce est endémique du Pérou. Elle se rencontre dans les régions de Cajamarca, de Ancash et de Lima. On la trouve entre 2 000 et 3 300 m d'altitude. Elle vit dans la forêt tropicale humide de montagne et dans les prairies de haute altitude.

## Description
L'holotype de Epictia tricolor, un mâle adulte, mesure 295 mm dont 14 mm pour la queue. Cette espèce présente un motif composé de six bandes longitudinales :
- une au milieu du dos de couleur rouge brique et occupant quatre rangées d'écailles ;
- puis, de chaque côté de celle-ci, deux bandes noires occupant deux rangées d'écailles ;
- puis, à l'extérieur de celles-ci, deux bandes crème occupant une rangée et demi d'écailles ;
- enfin une bande noire au milieu de la face ventrale et occupant cinq rangées d'écailles.

## Étymologie
Son nom d'espèce, du latin tri-, « trois », et color, « couleur », lui a été donné en référence à sa livrée à trois couleurs.

## Publication originale
- Orejas-Miranda & Zug, 1974 : A new tricolor Leptotyphlops (Reptilia: Serpentes) from Peru. Proceedings of the Biological Society of Washington, vol. 87, no 16, p. 167-174 (texte intégral).